# Saint-Cricq-Villeneuve
 Saint-Cricq-Villeneuve  (en occitano Sent Cric-Vilanava) es una población y comuna francesa, situada en la región de Aquitania, departamento de Landas, en el distrito de Mont-de-Marsan y cantón de Villeneuve-de-Marsan.

## Demografía
| 314 | 288 | 290 | 313 | 365 | 406 |
| Para los censos de 1962 a 1999 la población legal corresponde a la población sin duplicidades (Fuente: INSEE [Consultar]) |     |     |     |     |     |